# Staroszyjka
Staroszyjka (ukr. Старошийка) – wieś na Ukrainie, w obwodzie żytomierskim, w rejonie żytomierskim, w hromadzie Teteriwka. W 2001 liczyła 306 mieszkańców, spośród których 301 wskazało jako ojczysty język ukraiński, 4 rosyjski, a 1 ormiański.